# Калайтанівка
Калайта́нівка — село в Україні, у Бердянському районі Запорізької області. Населення становить 205 осіб. Орган місцевого самоврядування — Берестівська сільська громада.

## Географія

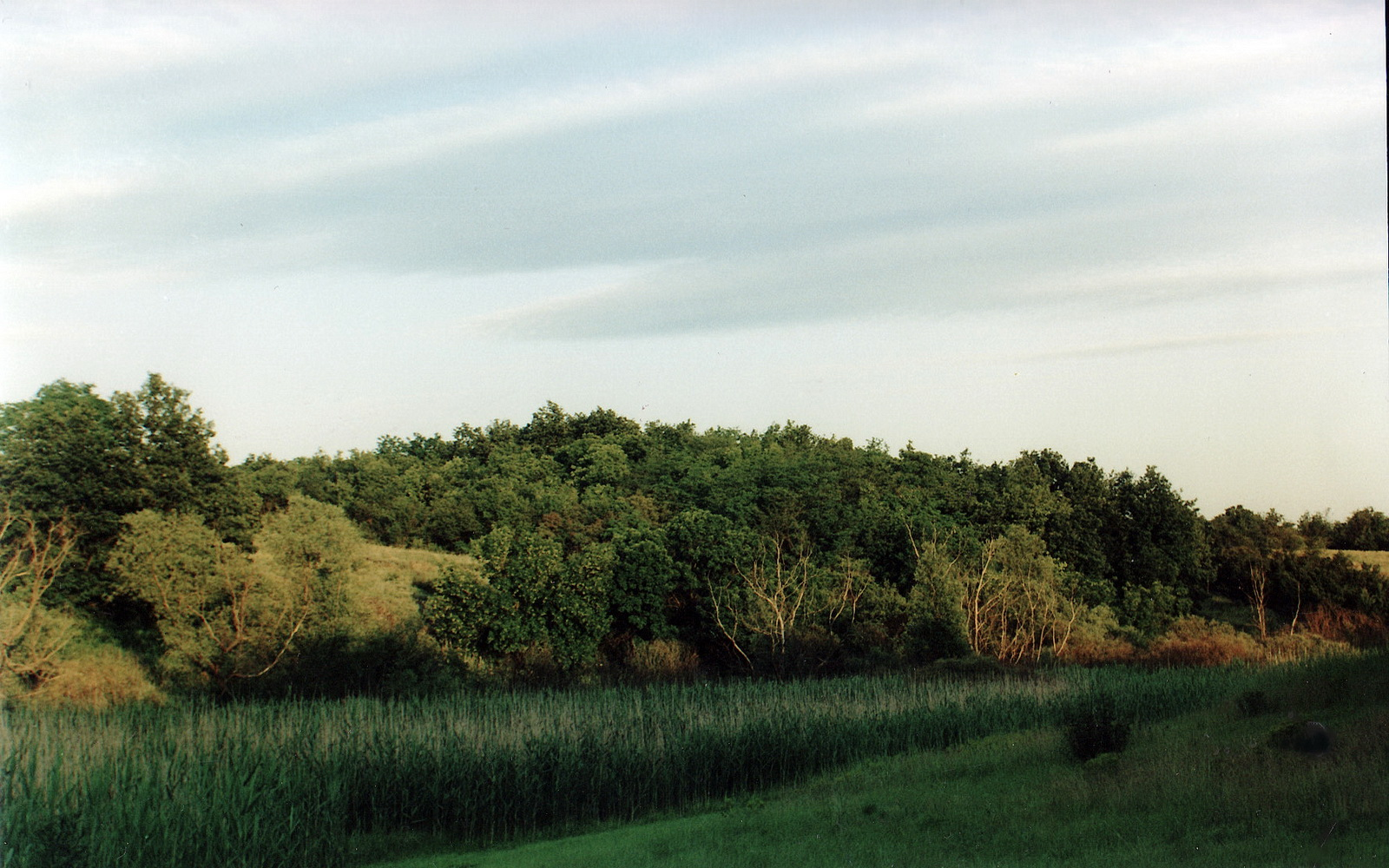
Річка Берда, в районі між с.Калайтанівка і с.Долбіно

Село Калайтанівка знаходиться на березі річки Берда, нижче за течією на відстані 2,5 км розташоване село Глодове.
Не зважаючи на інтенсивне господарське використання території, в балках поблизу села та прилеглій долині р. Берда збереглись цілинні степи, геологічні відслонення, природна байрачна і заплавна рослинність. Тут зустрічається ряд раритетних видів та угруповань рослин і тварин, занесених до Червоної книги України, Зеленої книги України та інших природоохоронних документів.
Уздовж долини р. Берда проходить потужний Південний міграційний шлях перелітних птахів і кажанів, які зупиняються на відпочинок не тільки в околицях, а  також у самому селі (на дахах будівель).

## Історія
- 1836 — дата заснування.

## Природно-заповідний фонд
З метою збереження ландшафтного і біологічного різноманіття регіону поблизу с.Калайтанівка в різні роки створено 5 природно-заповідних об'єктів місцевого (обласного) значення:
- геологічна пам'ятка природи «Горна гряда з кам'янистими розсипами» (рік створення 1972 р.; площа 5 га);
- геологічна пам'ятка природи «Скеля Сова Пимонова» (рік створення 1972 р.; площа 0,3 га);
- комплексна пам'ятка природи «Стара прісноводна криниця з цілиною» (рік створення 1984 р.; площа 15 га);
- комплексна пам'ятка природи «Філонова балка» (рік створення 1984 р.; площа 3 га);
- комплексна пам'ятка природи «Захарівська фортеця» (рік створення 1984 р.; площа 5 га);

## Галерея

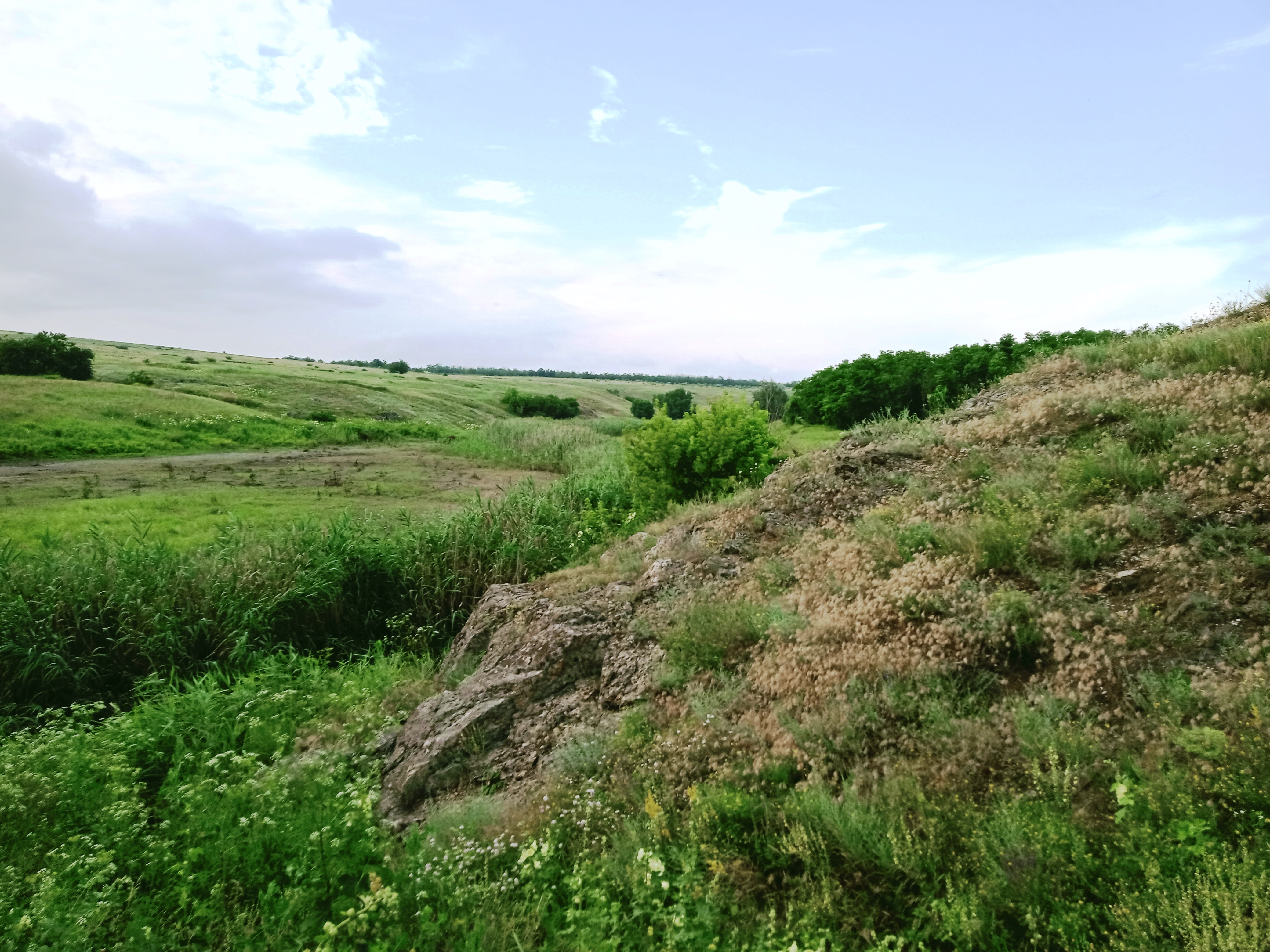
Геологічна пам'ятка природи «Горна гряда з кам'янистими розсипами»
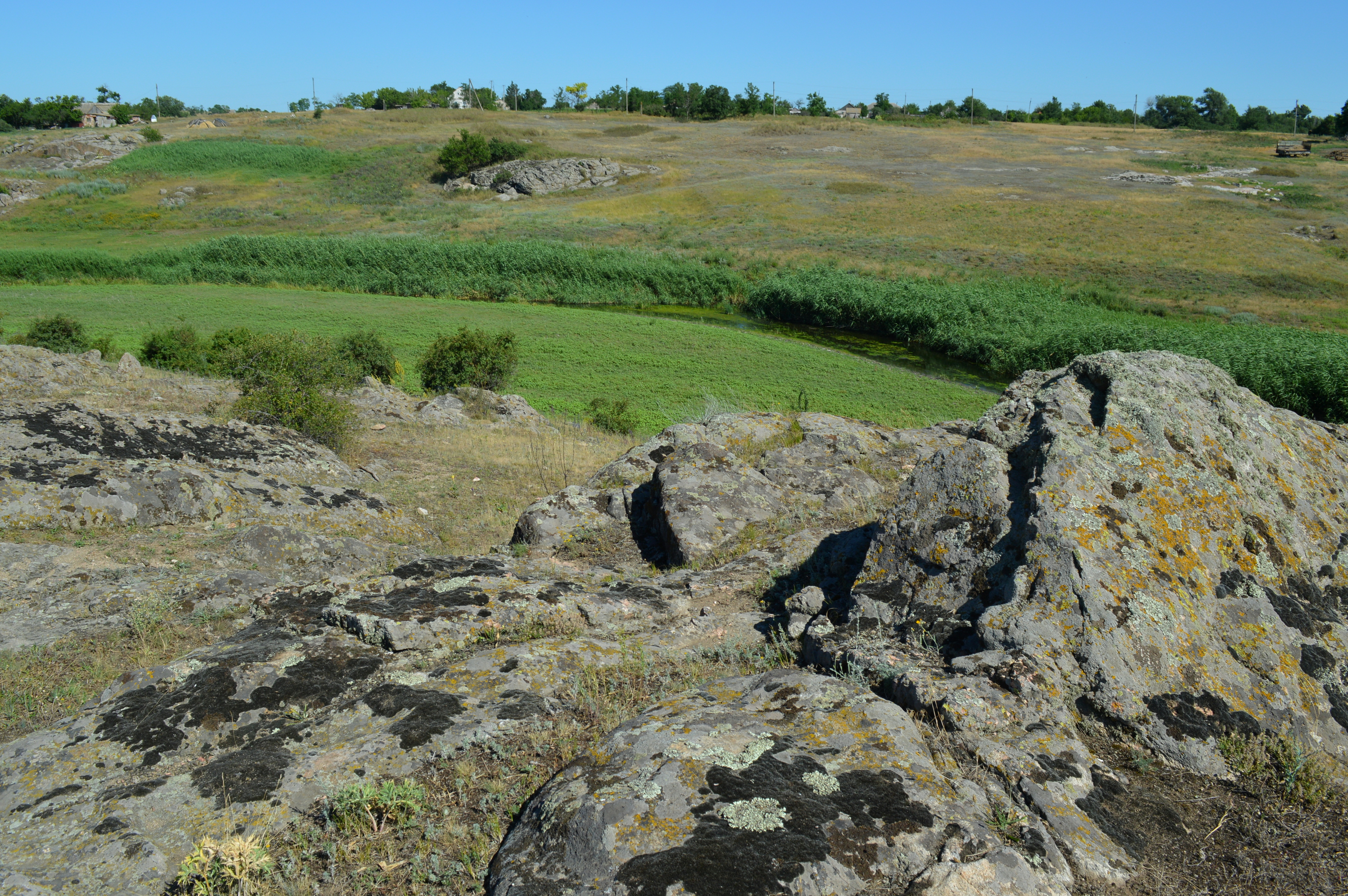
Геологічна пам'ятка природи «Скеля Сова Пимонова»
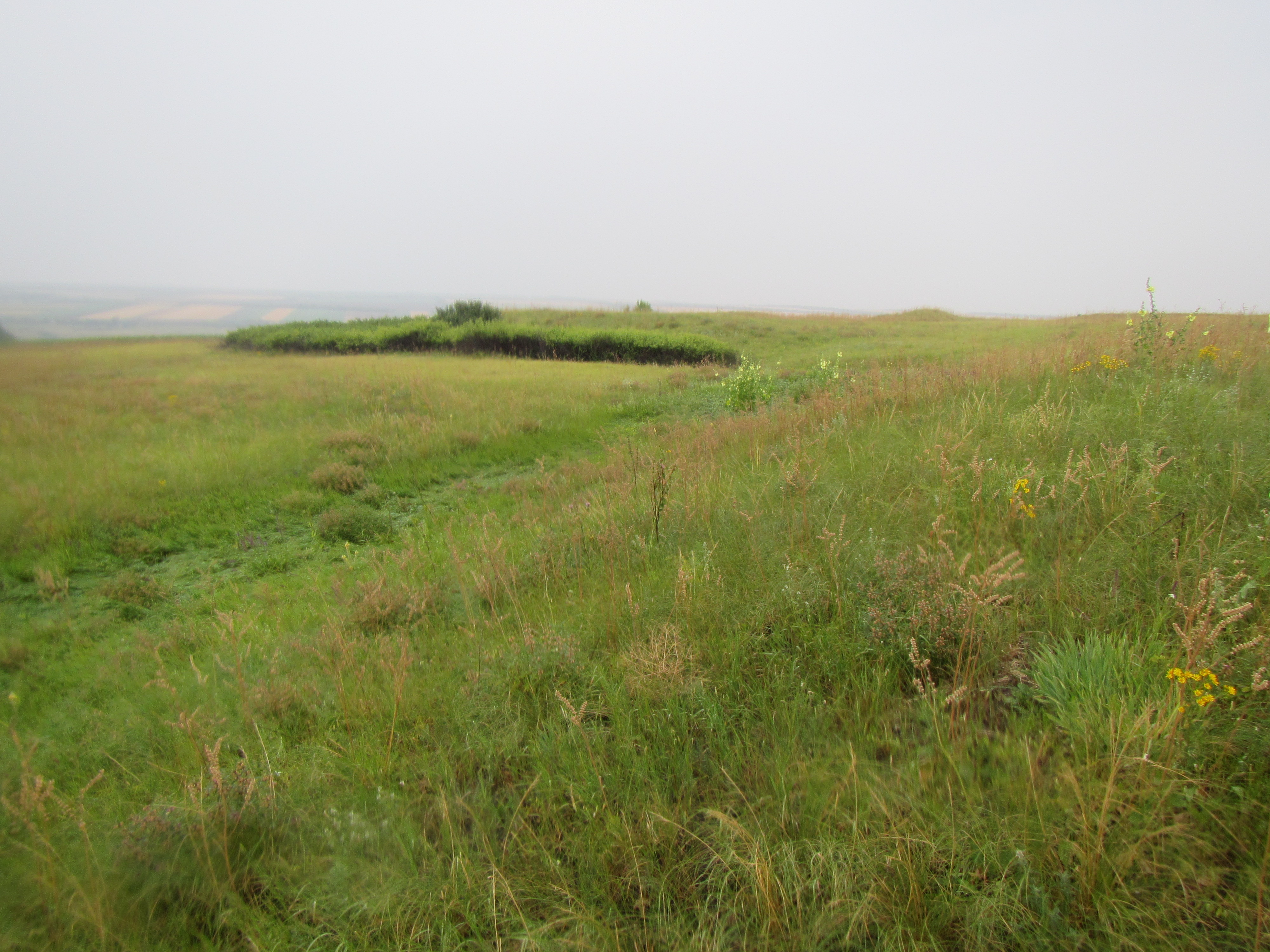
Комплексна пам'ятка природи «Захарівська фортеця»
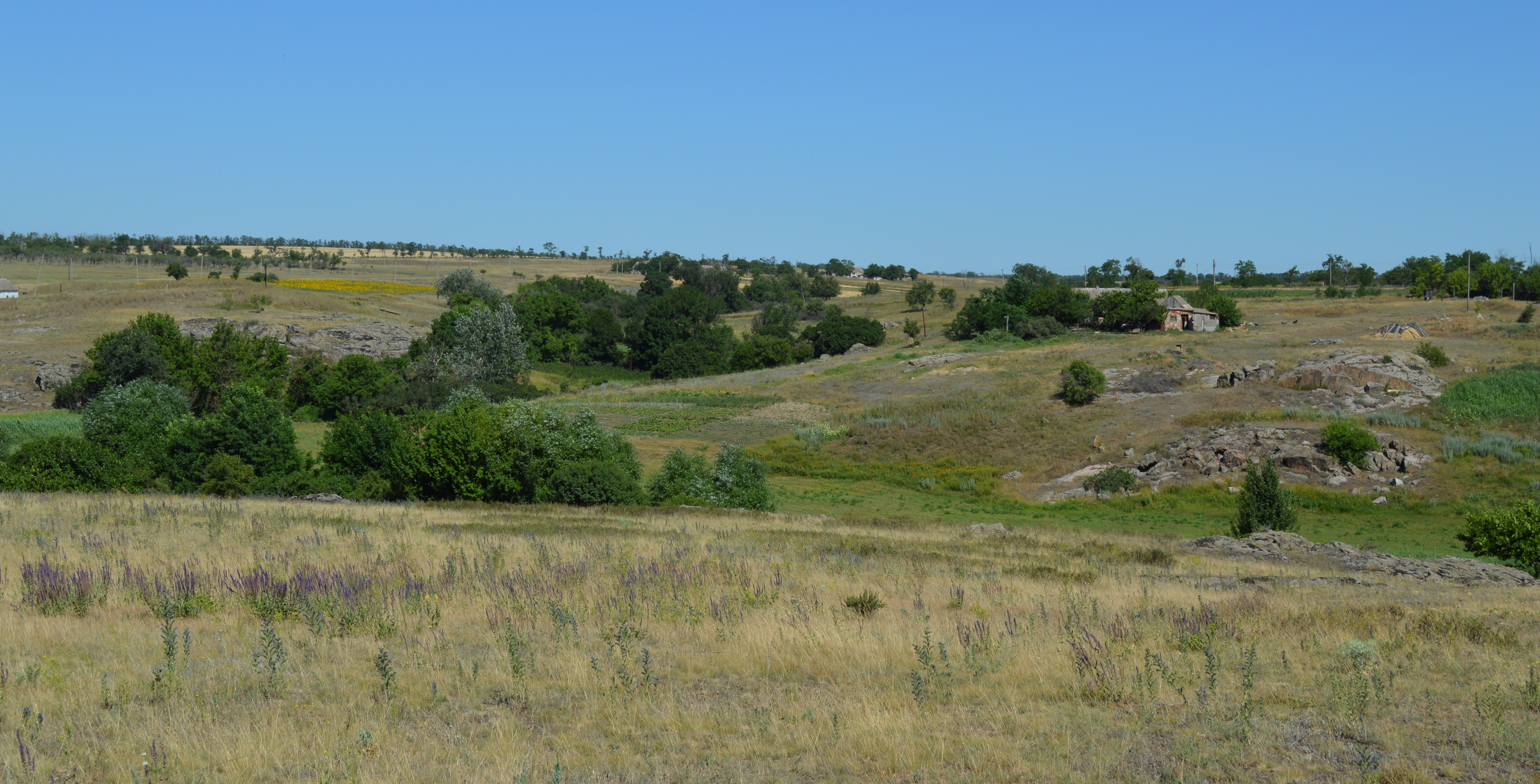
Комплексна пам'ятка природи «Філонова балка»
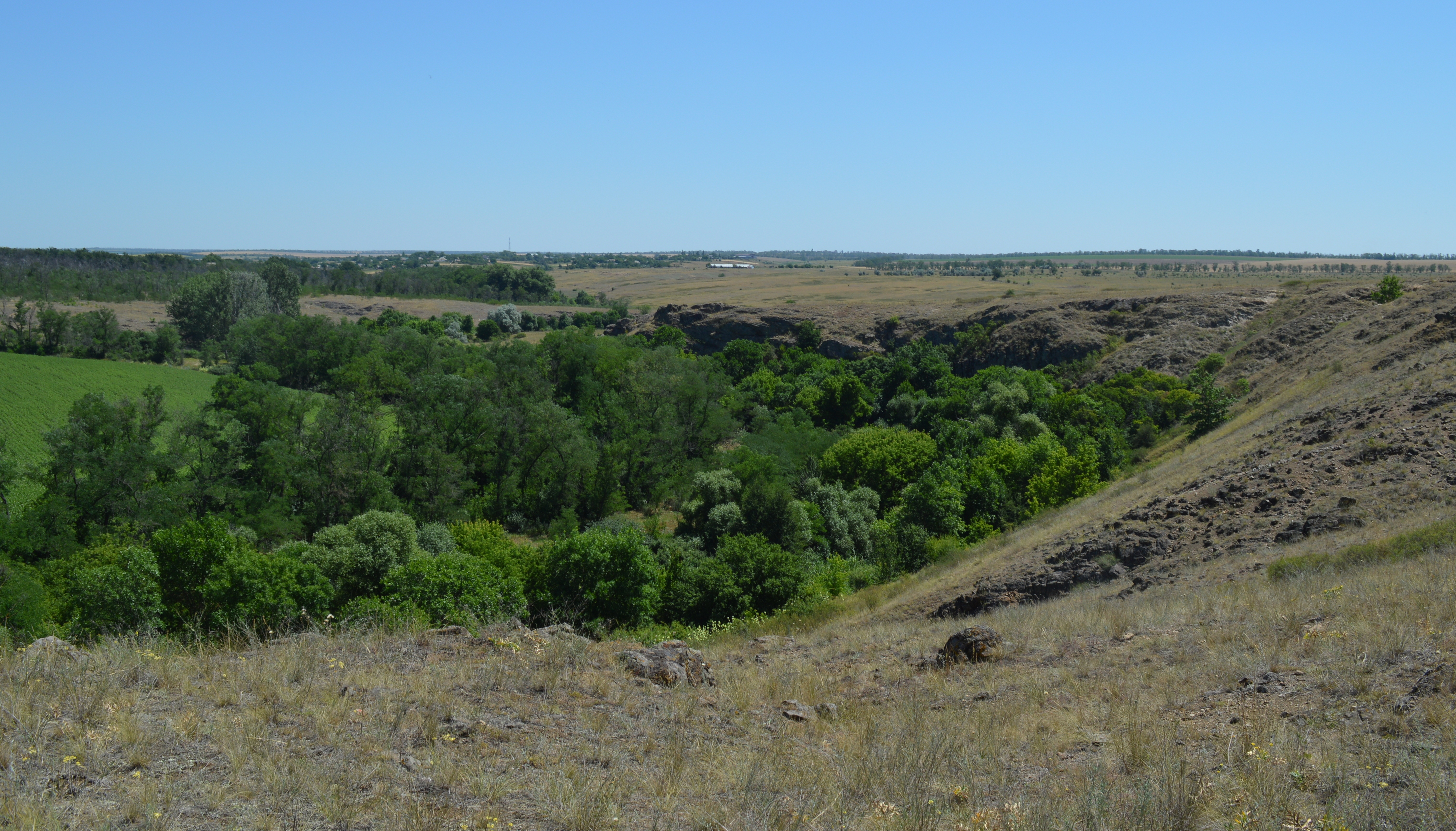
Комплексна пам'ятка природи «Стара прісноводна криниця з цілиною»